# 구절판
구절판(九折坂, gujeolpan)은 찬합에 담아 먹는 한국 고유 음식이다. 둘레의 여덟 칸에 각각 여덟 가지 음식을 담고, 가운데 둥근 칸에는 밀전병을 담아 둘레의 음식을 골고루 조금씩 집어 밀전병에 싸서 먹는다. 먹을 때에는 밀전병 한 장에 고기나 채소 서너 가지를 조금씩 올리고, 겨자장이나 초장을 넣어 싸 먹는다. 구절판에 마른안주, 깎은 날밤, 은행, 호두 등을 고루 담은 것은 마른구절판(건구절판)이라고 한다. 구절판은 색이 화려하고 맛이 산뜻하여 교자상이나 주안상의 전채요리로 알맞다. 궁실이나 반가에서 유두절(음력 6월 15일)의 시절식으로 이용되기도 했다.

## 사진

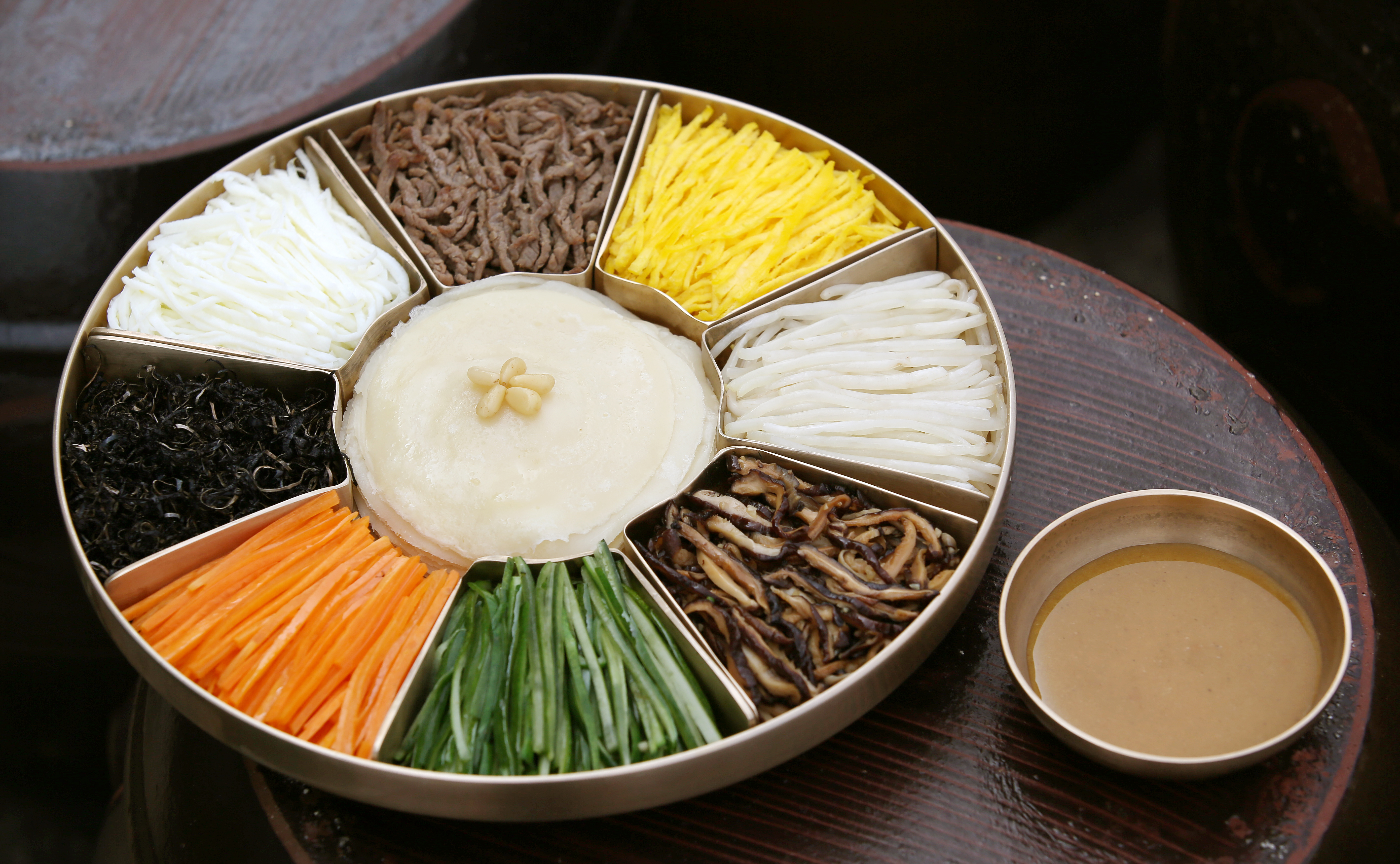
구절판과 소스
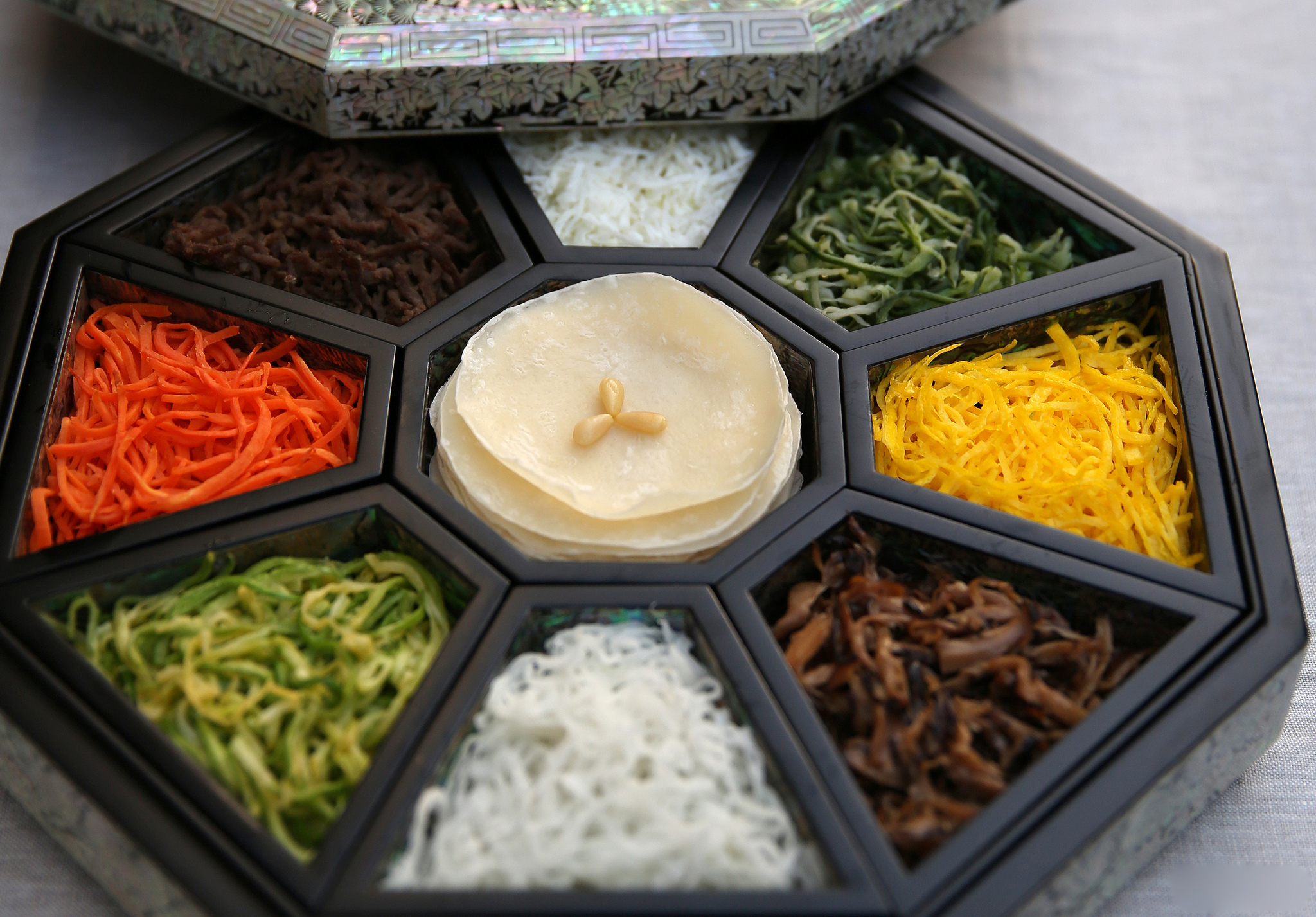
구절판
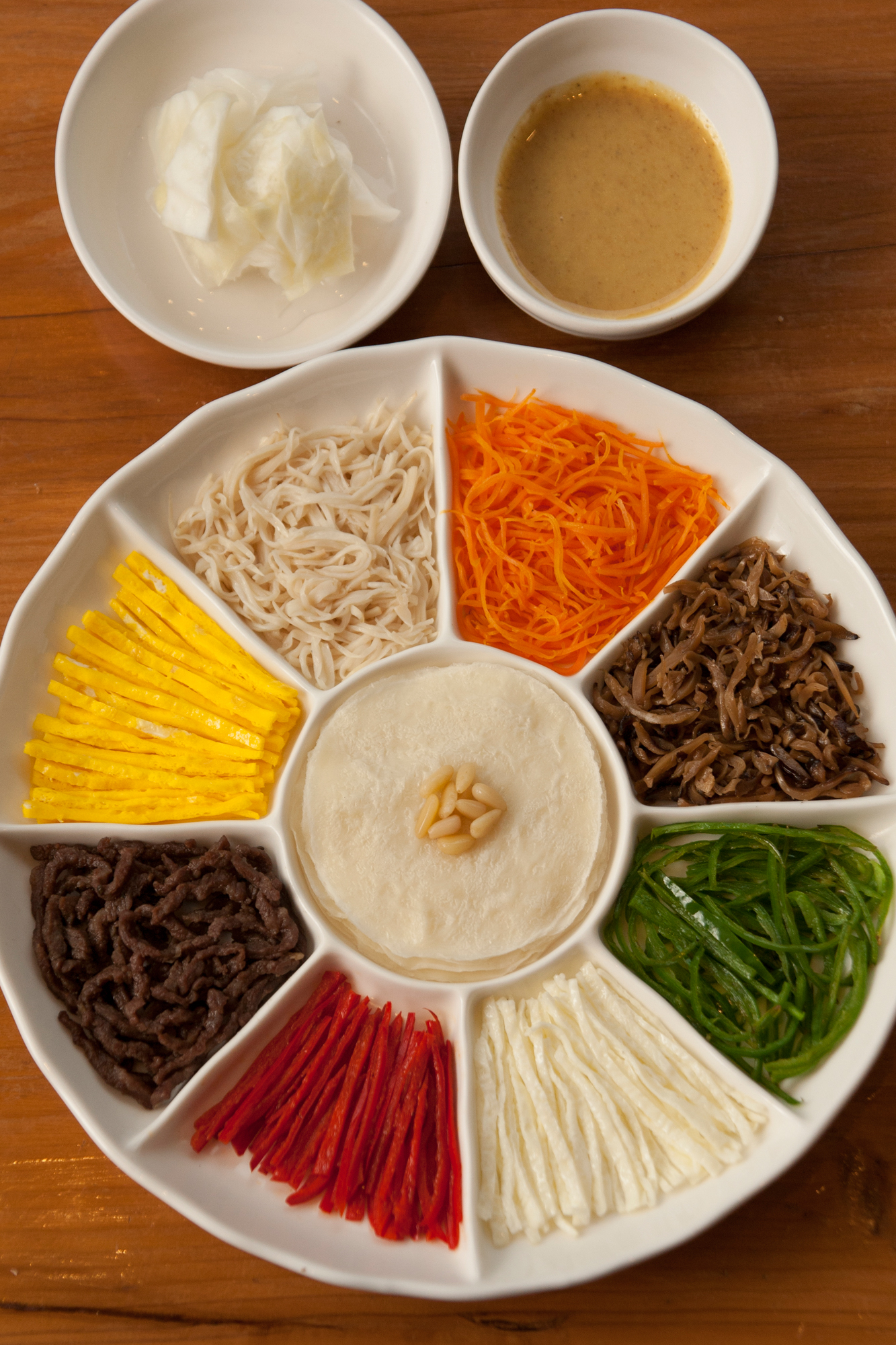
구절판
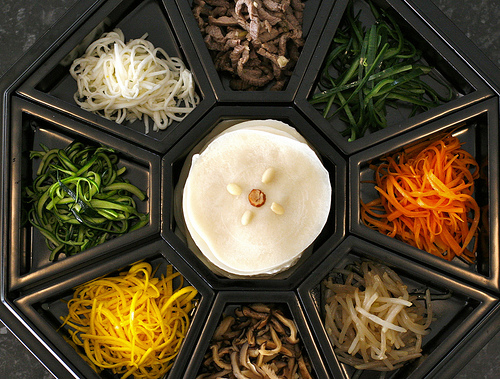
구절판
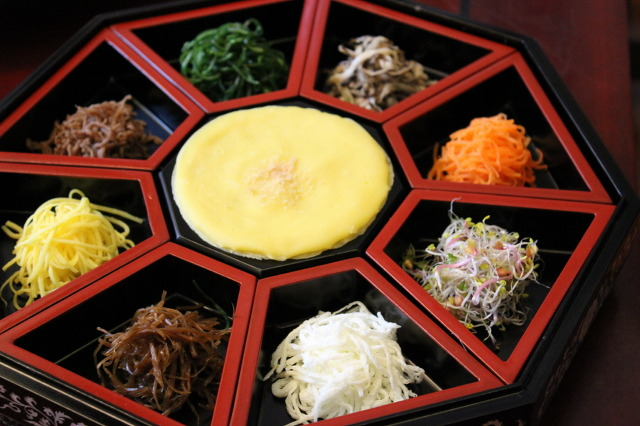
구절판
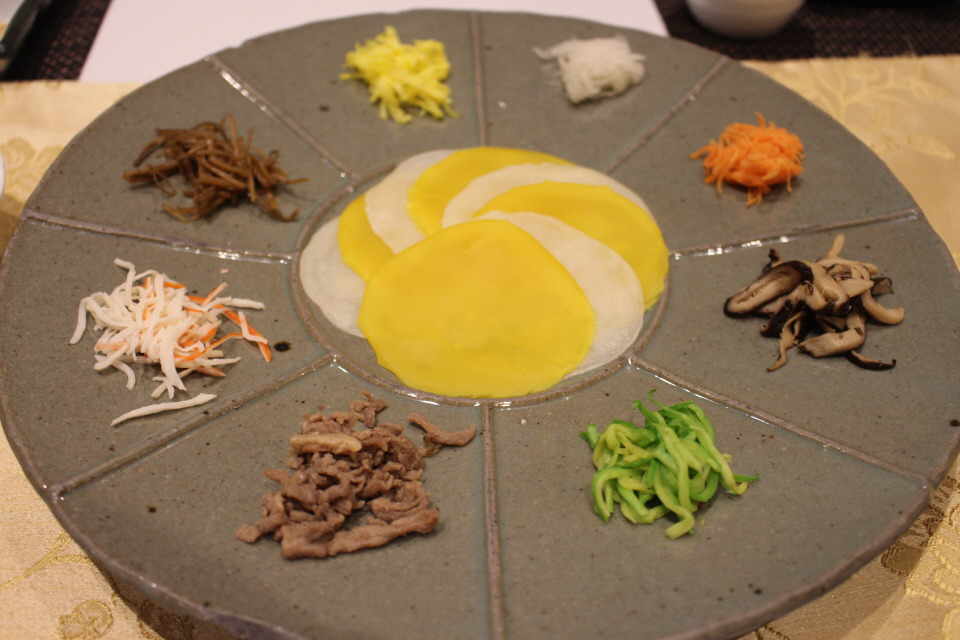
구절판
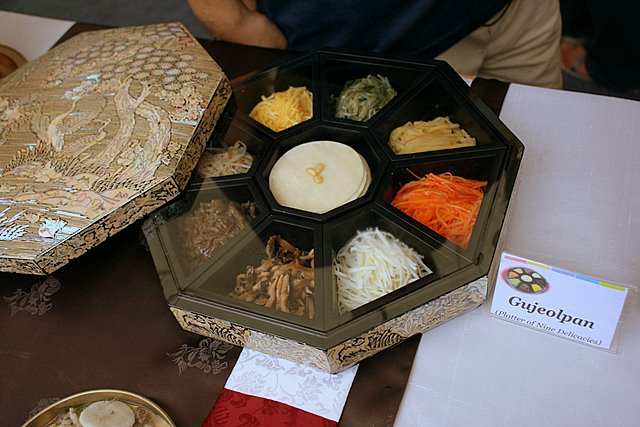
나전칠기로 만들어진 구절판 함.
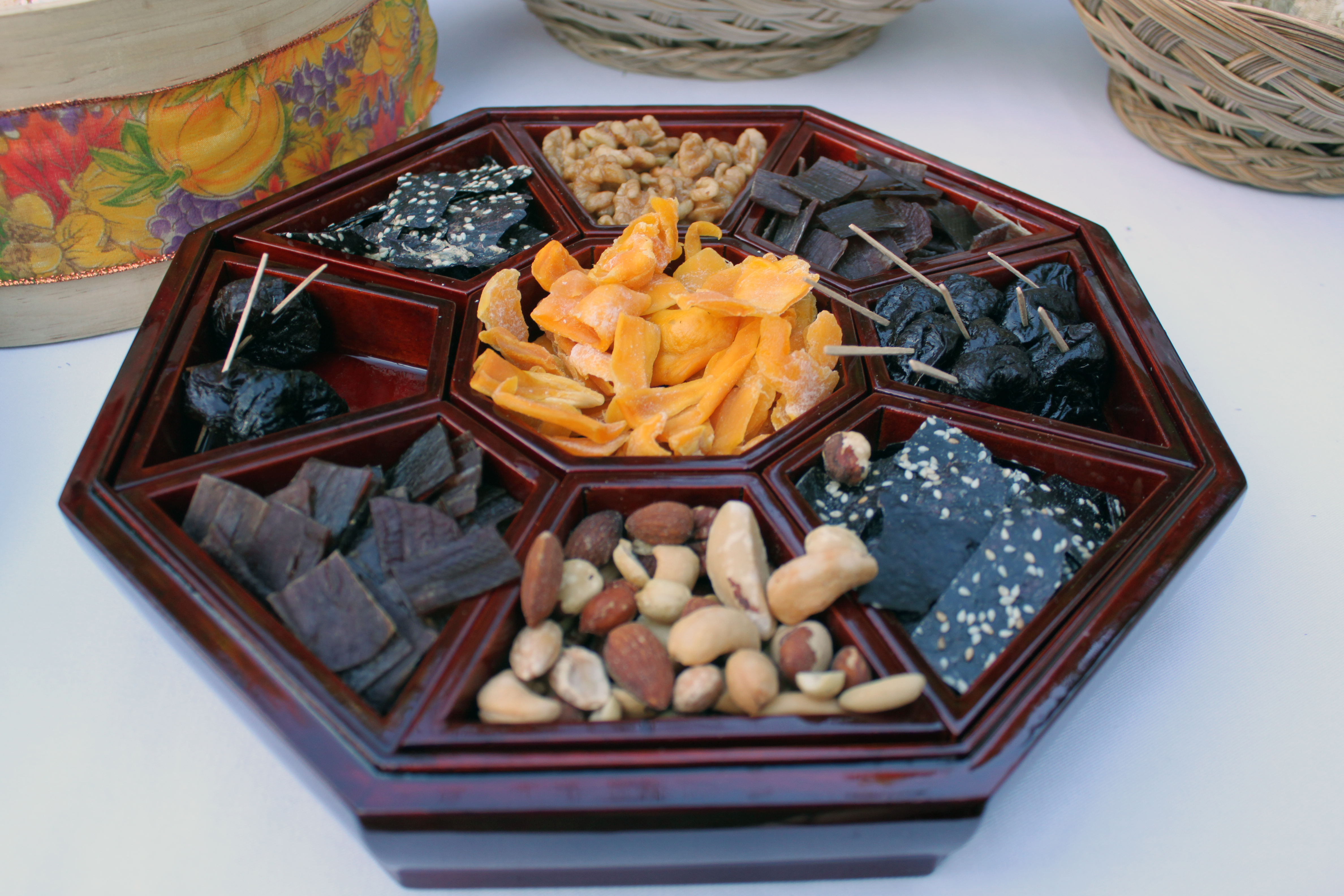
마른 안주를 담고있는 구절판.
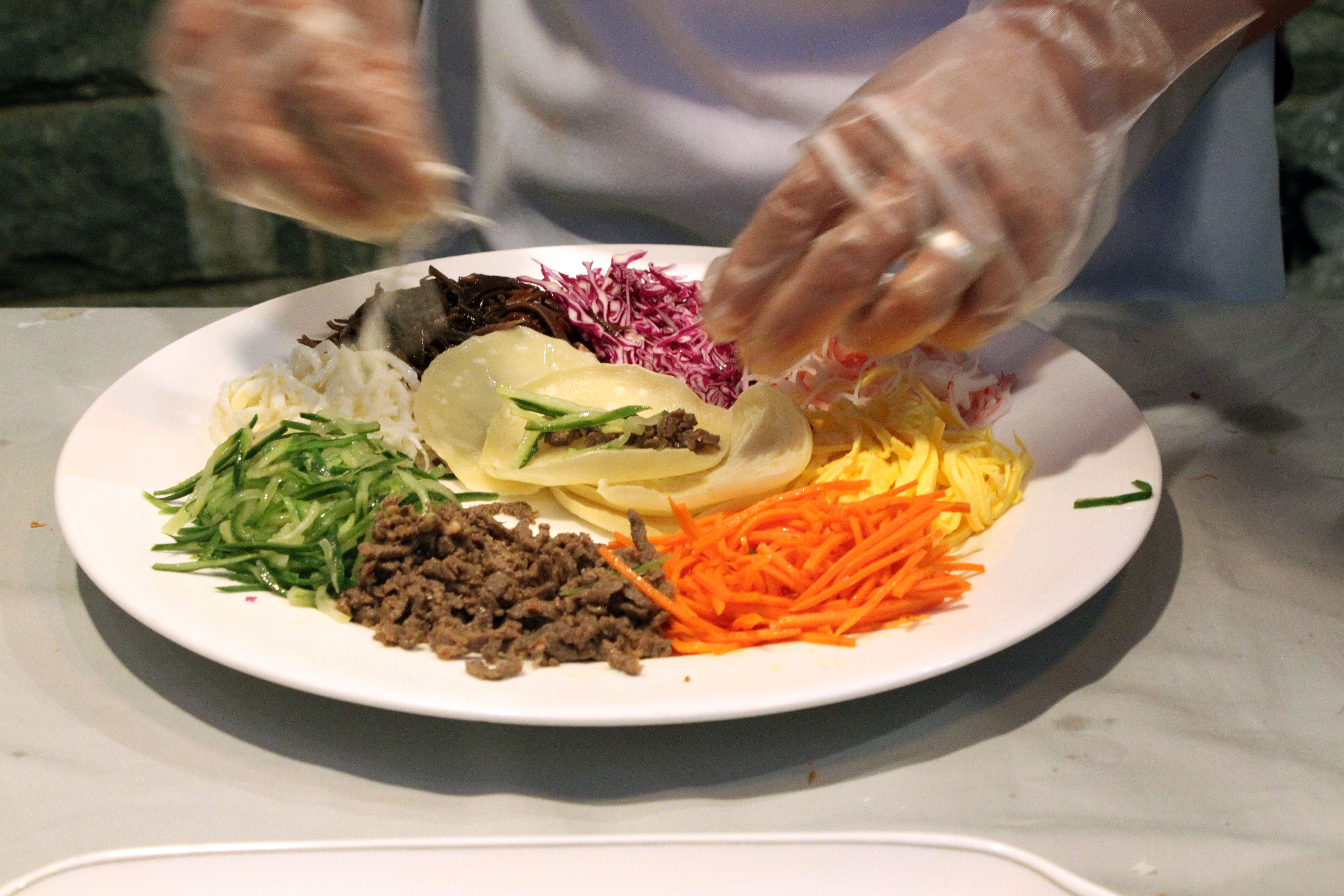
구절판을 준비하는 모습
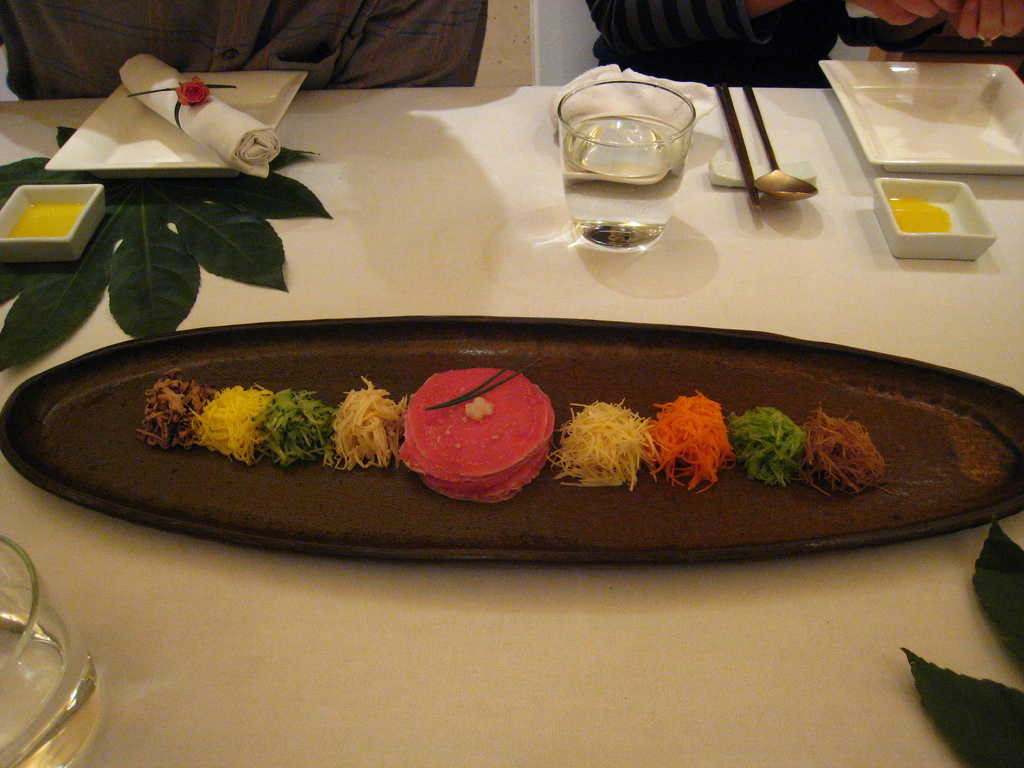
구절판의 변형

## 같이 보기
- 한국 요리